# Travessa Rubí-Montserrat
La Travessa Rubí-Montserrat és una caminada de resistència no competitiva organitzada pel Centre Excursionista de Rubí (CER), que des del 2022 forma part del Circuit Català de Caminades de Resistència (CCCR) de la Federació d'Entitats Excursionistes de Catalunya (FEEC).
La Travessa Rubí-Montserrat (Rubí, Sant Jeroni, Monestir de Montserrat), amb una distància de 46 quilòmetres i un desnivell acumulat de 4.200 metres (desnivell positiu: 2.400 metres i desnivell negatiu: 1.800 metres) transcorre per camins, corriols i per paratges d'interès natural, agrícoles, i per paisatges emblemàtics com la Serra de l'Oleguera, la Riera de Gaià, la Riera de Sant Jaume, Sant Pere Sacama, Coll de Bram, Coll de les Bruixes (des d’on es poden observar unes vistes impressionants de la muntanya de Montserrat), l'estació de l'Aeri de Montserrat, el Monestir de Montserrat, Sant Jeroni per finalitzar al Monestir de Montserrat, sempre intentant trepitjar el mínim possible d'asfalt. L'itinerari és d'una dificultat moderada, amb alguns trams complexos per la pedra solta o els pendents pronunciats, i tan es pot fer caminant o corrent.